# Natalus tumidirostris
Natalus tumidirostris es una especie de murciélago de la familia Natalidae.

## Características
Es un murciélago de tamaño pequeño (36, - 41,5 mm) que presenta una coloración a dos faces, una parda acanalada encendida y otra pardo amarillenta encendida. La longitud del antebrazo es entre 39 y 41 mm.

## Distribución geográfica
Se encuentra en el norte de Sudamérica Colombia, Venezuela, Guayana Surinam Guayana Francesa Trinidad y Tobago y Países Bajos Antillas.